# Mercedes-Benz Clase SLC (2015)
El Mercedes-Benz Clase SLC, anteriormente conocido como Clase SLK es un automóvil deportivo de lujo producido por el fabricante alemán Mercedes-Benz desde el año 1996. Es un biplaza con carrocería descapotable, motor delantero longitudinal y tracción trasera. Algunos de sus rivales son el Audi TT, BMW Z3, BMW Z4, Mazda MX-5, Honda S2000, Porsche Boxster, Opel GT o Chrysler Crossfire.
Tiene tres generaciones: el R170, de 1996, el R171, de 2004, y el R172, de 2011.
El Clase SLK retomó el concepto de capota rígida retráctil que habían estrenado las versiones Eclipse de la gama Peugeot de mediados de la década de 1930. La gran diferencia entre ellos es que el techo del Clase SLK es plegable, mientras que los Eclipse tenían una pieza única, por lo que necesitaban un baúl más voluminoso. Este tipo de techo se volvió muy popular en la década de 2000, con modelos económicos como el Peugeot 206 CC.
El SLK fue mostrado por primera vez en el Salón del Automóvil de París  de 1994. El coche salió a la venta dos años más tarde en Europa, y en 1997 en los EE. UU. El SLK está construido en Bremen, Alemania.

## Nomenclatura
La designación SLK se deriva del diseño de la compañía para crear un roadster que fue a la vez deportivo, ligero y corto - en alemán: Sportlich, Leicht und Kurz.

## Primera generación (R170, 1996-2005)
La primera generación del Clase SLK (código de chasis R170) fue puesta a la venta en 1996 y se comercializarón 310.000 unidades, comparte componentes estructurales con el Mercedes-Benz Clase C de primera generación. Se ofrece con cajas de cambios manuales de cinco o seis marchas y automáticas de cinco marchas.
Los motores son un 2.0 litros atmosférico de 136 CV (SLK 200), un 2.0 litros con compresor volumétrico de 163 CV (SLK 200 Kompressor), un 2.3 litros 16 válvulas compresor volumétrico de 193 CV (el SLK 230 Kompressor posterior año 2000 197 CV), y un 3.2 litros atmosférico de 218 CV (SLK 320) o con compresor y 354 CV (SLK 32 AMG). El 3.2 litros es un seis cilindros en V, y el resto cuatro cilindros en línea.
Su comercialización ronda en la actualidad entre los 6.000 y los 15.000 euros

### Techo
El diseño del techo desarrollado por Mercedes-Benz consta de una parte superior plegable de acero duro que se divide en medio a lo largo de un eje en ángulo recto a la dirección de desplazamiento. Ambas mitades están unidas por un mecanismo cinemático que está bloqueado con seguridad, cuando el techo está cerrado. Con solo pulsar un botón en la consola central, un sistema hidráulico con cinco cilindros controla el proceso de plegado totalmente automático y el maletero se abre. Se abre por vuelque hacia atrás de modo que las dos mitades del techo tienen suficiente libertad de movimiento a pivote hacia atrás; las secciones del techo entonces se posicionan uno encima del otro, y desaparece en el arranque. Si el techo se ha de cerrar, la misma secuencia de movimientos se realiza en orden inverso. El sistema hidráulico se guarda con el techo variable en la parte superior de la bota. Una persiana de rodillo de plástico se separa del espacio de equipaje debajo, con una zona con una capacidad de 145 litros. Con el techo variable cerrado, el volumen de carga aumenta a unos 348 litros.
El techo de acero proporciona una protección adicional que normalmente se encuentran en un coupé con el disfrute de un convertible al mismo tiempo. La tecnología fue considerada avanzada como sus rivales aún tenían la parte superior plegable de tela.

### Motorizaciones
| Periodo                        | 1996-2000                                         | 1996-2000                      | 2000-2004                                         | 1996-2000                                         | 2000-2004                                         | 2000-2004                                         | 2001-2004                            |         |         |         |         |         |         |         |         |
| Identificación del motor       | M 111 E 20                                        | M 111 E 20 ML                  | M 111 E 20 ML EVO                                 | M 111 E 23 ML                                     | M 111 E 23 ML EVO                                 | M 112 E 32                                        | M 112 E 32 ML                        |         |         |         |         |         |         |         |         |
| Tipo de motor                  | L4 16v                                            | L4 16v, compresor, intercooler | L4 16v, compresor, intercooler                    | L4 16v, compresor, intercooler                    | L4 16v, compresor, intercooler                    | V6 18v                                            | V6 18v, compresor, intercooler       |         |         |         |         |         |         |         |         |
| Diámetro x carrera             | 89.9 mm × 78.7 mm                                 | 89.9 mm × 78.7 mm              | 89.9 mm × 78.7 mm                                 | 90.9 mm × 88.4 mm                                 | 90.9 mm × 88.4 mm                                 | 89.9 mm × 84.0 mm                                 | 89.9 mm × 84.0 mm                    |         |         |         |         |         |         |         |         |
| Cilindrada                     | 1998 cm³                                          | 1998 cm³                       | 1998 cm³                                          | 2295 cm³                                          | 2295 cm³                                          | 3199 cm³                                          | 3199 cm³                             |         |         |         |         |         |         |         |         |
| Relación de compresión         | 10.4: 1                                           | 8.5: 1                         | 9.5: 1                                            | 8.5: 1                                            | 9.5: 1                                            | 10.0: 1                                           | 9.0: 1                               |         |         |         |         |         |         |         |         |
| Potencia máxima: CV (kW) @ rpm | 136 CV (100 kW) @ 5500                            | 192 CV (142 kW) @ 5300         | 163 CV (120 kW) @ 5300                            | 193 CV (143 kW) @ 5300                            | 197 CV (145 kW) @ 5500                            | 218 CV (160 kW) @ 5700                            | 354 CV (260 kW) @ 6100               |         |         |         |         |         |         |         |         |
| Par máximo: Nm @ rpm           | 190 Nm @ 3700-4500                                | 270 Nm @ 2500-4800             | 230 Nm @ 2500-4800                                | 280 Nm @ 2500-4800                                | 280 Nm @ 2500-5000                                | 310 Nm @ 3000-4600                                | 450 Nm @ 4400                        |         |         |         |         |         |         |         |         |
| Tracción                       | Trasera                                           | Trasera                        | Trasera                                           | Trasera                                           | Trasera                                           | Trasera                                           | Trasera                              | Trasera | Trasera | Trasera | Trasera | Trasera | Trasera | Trasera | Trasera |
| Transmisión                    | Manual, 5 velocidades / Automática, 5 velocidades | Manual, 5 velocidades          | Manual, 6 velocidades / Automática, 5 velocidades | Manual, 5 velocidades / Automática, 5 velocidades | Manual, 6 velocidades / Automática, 5 velocidades | Manual, 6 velocidades / Automática, 5 velocidades | Automática, 5 velocidades            |         |         |         |         |         |         |         |         |
| Peso                           | 1270 kg                                           | 1325 kg                        | 1365 kg                                           | 1325 kg                                           | 1385 kg                                           | 1405 kg                                           | 1495 kg                              |         |         |         |         |         |         |         |         |
| Aceleración 0–100 km/h         | 9.3 s                                             | 7.6 s                          | 8.2 s                                             | 7.4 s                                             | 7.2 s                                             | 7.0 s                                             | 5.2 s                                |         |         |         |         |         |         |         |         |
| Velocidad máxima               | 208 km/h                                          | 230 km/h                       | 220 km/h                                          | 231 km/h                                          | 235 km/h                                          | 242 km/h                                          | 250 km/h (Limitada electrónicamente) |         |         |         |         |         |         |         |         |
| Consumo combinado (L/100 km)   | 9.1                                               | 9.2                            | 9.6                                               | 9.3                                               | 9.8                                               | 11.1                                              | 11.2                                 |         |         |         |         |         |         |         |         |

## Segunda generación (R171, 2005-2011)
La segunda generación del Clase SLK (código de chasis R171) estuvo a la venta desde el año 2005, en diciembre de 2007 se han comercializado un total de 185.000 unidades. Las cajas de cambios disponibles son una manual de seis velocidades y dos cajas automáticas, una automática de cinco velocidades montada en el 1.8 L. o una de siete velocidades para el resto de versiones.
Los motores son un cuatro cilindros en línea de 1.8 litros con compresor y 163 CV (en el SLK 200 Kompressor; luego 184 CV), un seis cilindros en V de 3.0 litros y 231 CV (SLK 280), un seis cilindros en V de 3.5 litros y 272 CV (en el SLK 350; luego 306 CV), y un ocho cilindros en V de 5.4 litros y 360 CV (en el SLK 55 AMG).
A finales de 2008 se introdujo una reestilización que según Mercedes-Benz introduce modificaciones en 650 elementos. El frontal del SLK se ha modificado buscando un perfil más puntiagudo.
La versión de acceso a la gama es el SLK 200 Kompressor, en la nueva versión el par motor ha aumentado en 10 Nm. presente desde un régimen más bajo de revoluciones. Con este nuevo propulsor este modelo acelera de 0 a 100 km/h en 7,6 segundos, 0,3 segundos menos que su predecesor. Presenta un consumo medio de 7,7 litros, un litro menos que su predecesor y unas emisiones de CO2 de 182 gramos, 209 gramos en el anterior SLK 200 Kompressor
En esta última versión Mercedes ha introducido por primera vez en el SLK el Linguatronic, un dispositivo que ejecuta diferentes acciones mediante las órdenes de voz. En marzo de 2011, se dejó de fabricar.

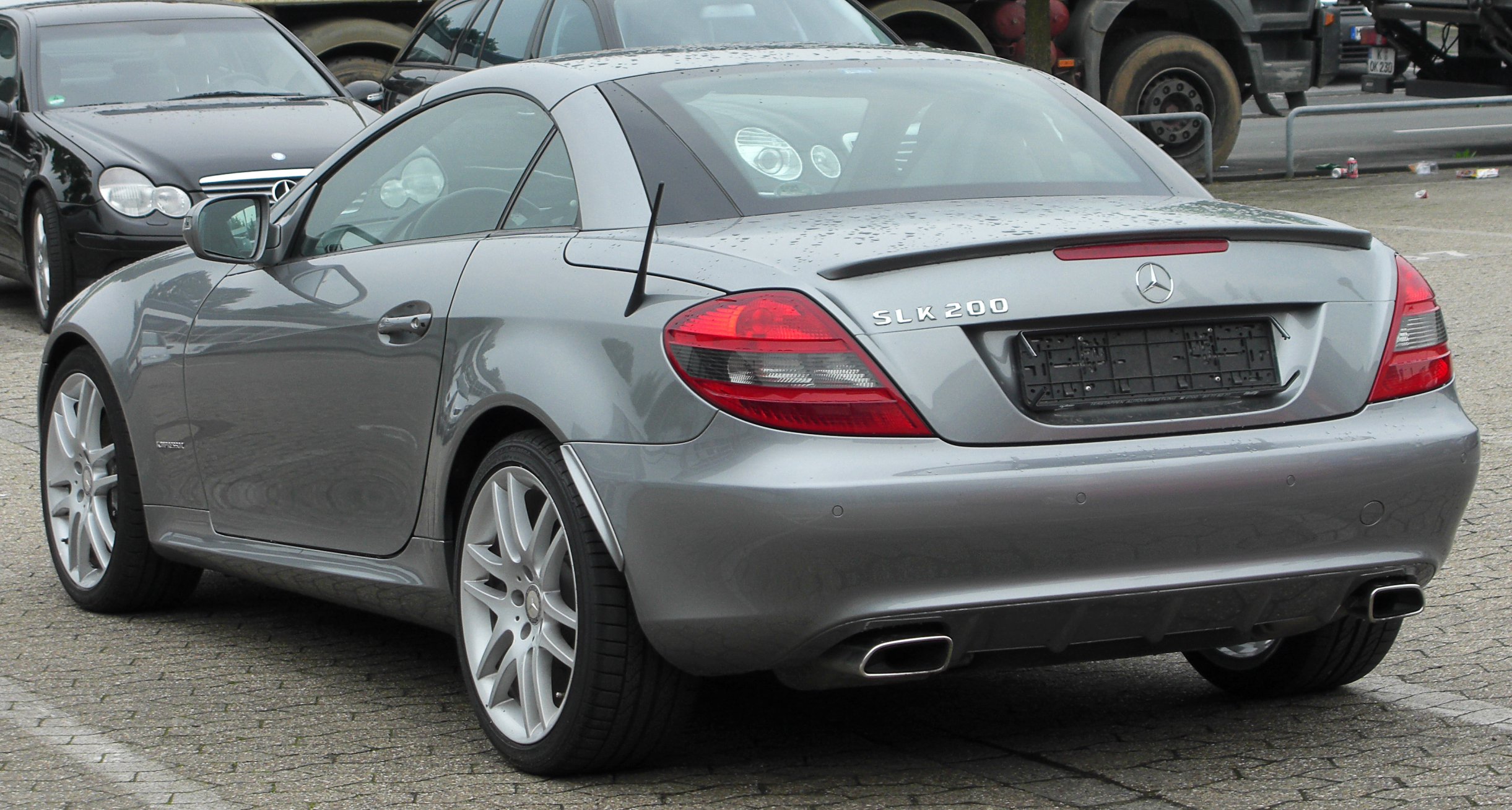
Mercedes SLK (R171)

### Motorizaciones
| Periodo                        | 2005-2007                                         | 2008-2011                                         | 2005-2007                                         | 2008-2009                                         | 2009-2011                                         | 2005-2007                                         | 2008-2011                                         | 2004-2010                            | 2006-2008                            |         |         |         |         |         |         |
| Identificación del motor       | M 271 E 18 ML                                     | M 271 E 18 ML                                     | M 272 E 30                                        | M 272 E 30                                        | M 272 E 35                                        | M 272 E 35                                        | M 113 E 55                                        | M 113 E 55                           |                                      |         |         |         |         |         |         |
| Tipo de motor                  | L4 16v, compresor, intercooler                    | L4 16v, compresor, intercooler                    | V6 24v                                            | V6 24v                                            | V6 24v                                            | V6 24v                                            | V6 24v                                            | V8 24v                               | V8 24v                               |         |         |         |         |         |         |
| Diámetro x carrera             | 82.0 mm × 85.0 mm                                 | 82.0 mm × 85.0 mm                                 | 88.0 mm × 82.1 mm                                 | 88.0 mm × 82.1 mm                                 | 88.0 mm × 82.1 mm                                 | 92.9 mm × 86.0 mm                                 | 92.9 mm × 86.0 mm                                 | 97.0 mm × 92.0 mm                    | 97.0 mm × 92.0 mm                    |         |         |         |         |         |         |
| Cilindrada                     | 1796 cm³                                          | 1796 cm³                                          | 2996 cm³                                          | 2996 cm³                                          | 2996 cm³                                          | 3498 cm³                                          | 3498 cm³                                          | 5439 cm³                             | 5439 cm³                             |         |         |         |         |         |         |
| Relación de compresión         | 9.5: 1                                            | 8.5: 1                                            | 11.1: 1                                           | 11.3: 1                                           | 11.3: 1                                           | 10.7: 1                                           | 11.7: 1                                           | 11.0: 1                              | 11.3: 1                              |         |         |         |         |         |         |
| Potencia máxima: CV (kW) @ rpm | 163 CV (120 kW) @ 5500                            | 184 CV (135 kW) @ 5550                            | 231 CV (170 kW) @ 6000                            | 231 CV (170 kW) @ 6100                            | 231 CV (170 kW) @ 6100                            | 272 CV (200 kW) @ 6000                            | 305 CV (224 kW) @ 6500                            | 360 CV (265 kW) @ 5750               | 400 CV (294 kW) @ 5750               |         |         |         |         |         |         |
| Par máximo: Nm @ rpm           | 240 Nm @ 3000-4000                                | 250 Nm @ 2800-5000                                | 300 Nm @ 3500                                     | 300 Nm @ 2500-5000                                | 300 Nm @ 2500-5000                                | 350 Nm @ 2400-5000                                | 360 Nm @ 4900                                     | 510 Nm @ 4000                        | 520 Nm @ 3750                        |         |         |         |         |         |         |
| Tracción                       | Trasera                                           | Trasera                                           | Trasera                                           | Trasera                                           | Trasera                                           | Trasera                                           | Trasera                                           | Trasera                              | Trasera                              | Trasera | Trasera | Trasera | Trasera | Trasera | Trasera |
| Transmisión                    | Manual, 6 velocidades / Automática, 5 velocidades | Manual, 6 velocidades / Automática, 5 velocidades | Manual, 6 velocidades / Automática, 7 velocidades | Manual, 6 velocidades / Automática, 7 velocidades | Manual, 6 velocidades / Automática, 7 velocidades | Manual, 6 velocidades / Automática, 7 velocidades | Manual, 6 velocidades / Automática, 7 velocidades | Automática, 7 velocidades            | Automática, 7 velocidades            |         |         |         |         |         |         |
| Peso                           | 1315 kg                                           | 1315 kg                                           | 1365 kg                                           | 1365 kg                                           | 1380 kg                                           | 1390 kg                                           | 1410 kg                                           | 1465 kg                              | 1485 kg                              |         |         |         |         |         |         |
| Aceleración 0–100 km/h         | 7.9 s                                             | 7.6 s                                             | 6.3 s                                             | 6.3 s                                             | 6.3 s                                             | 5.6 s                                             | 5.4 s                                             | 4.9 s                                | 4.5 s                                |         |         |         |         |         |         |
| Velocidad máxima               | 226 km/h                                          | 236 km/h                                          | 250 km/h (Limitada electrónicamente)              | 250 km/h (Limitada electrónicamente)              | 250 km/h (Limitada electrónicamente)              | 250 km/h (Limitada electrónicamente)              | 250 km/h (Limitada electrónicamente)              | 250 km/h (Limitada electrónicamente) | 250 km/h (Limitada electrónicamente) |         |         |         |         |         |         |
| Consumo combinado (L/100 km)   | 8.7                                               | 7.8                                               | 9.7                                               | 9.5                                               | 9.5                                               | 10.6                                              | 9.7                                               | 12.0                                 | 12.2                                 |         |         |         |         |         |         |

## Tercera generación (R172, 2011-presente)
La tercera generación del Mercedes SLK, se destaca por su bajo precio: desde 42.300 €. También por ofrecer elementos cómo un dispositivo que oscurece los cristales en función de la intensidad de la luz que refleje. Ofrece motores con potencia desde 184 CV hasta 306 CV. El modelo de 184 CV, alcanza una velocidad de 240 km/h. Su diseño se inspira en el del Mercedes-Benz SLS AMG, e incorpora un techo retráctil con la parte superior de cristal. Tiene un consumo de entre los 7 y los 10 litros de combustible por cada 100 km. 
El desarrollo del R172 se inició en 2005, con el diseño final que se seleccionó en 2008. Mercedes-Benz ha anunciado el nuevo SLK en el otoño de 2010, varios meses antes de su lanzamiento oficial en el Salón del Automóvil de Fráncfort de 2011.
En el año 2016, al igual que en otros modelos de la marca, sufrió un cambio de denominación pasando a llamarse Clase SLC.

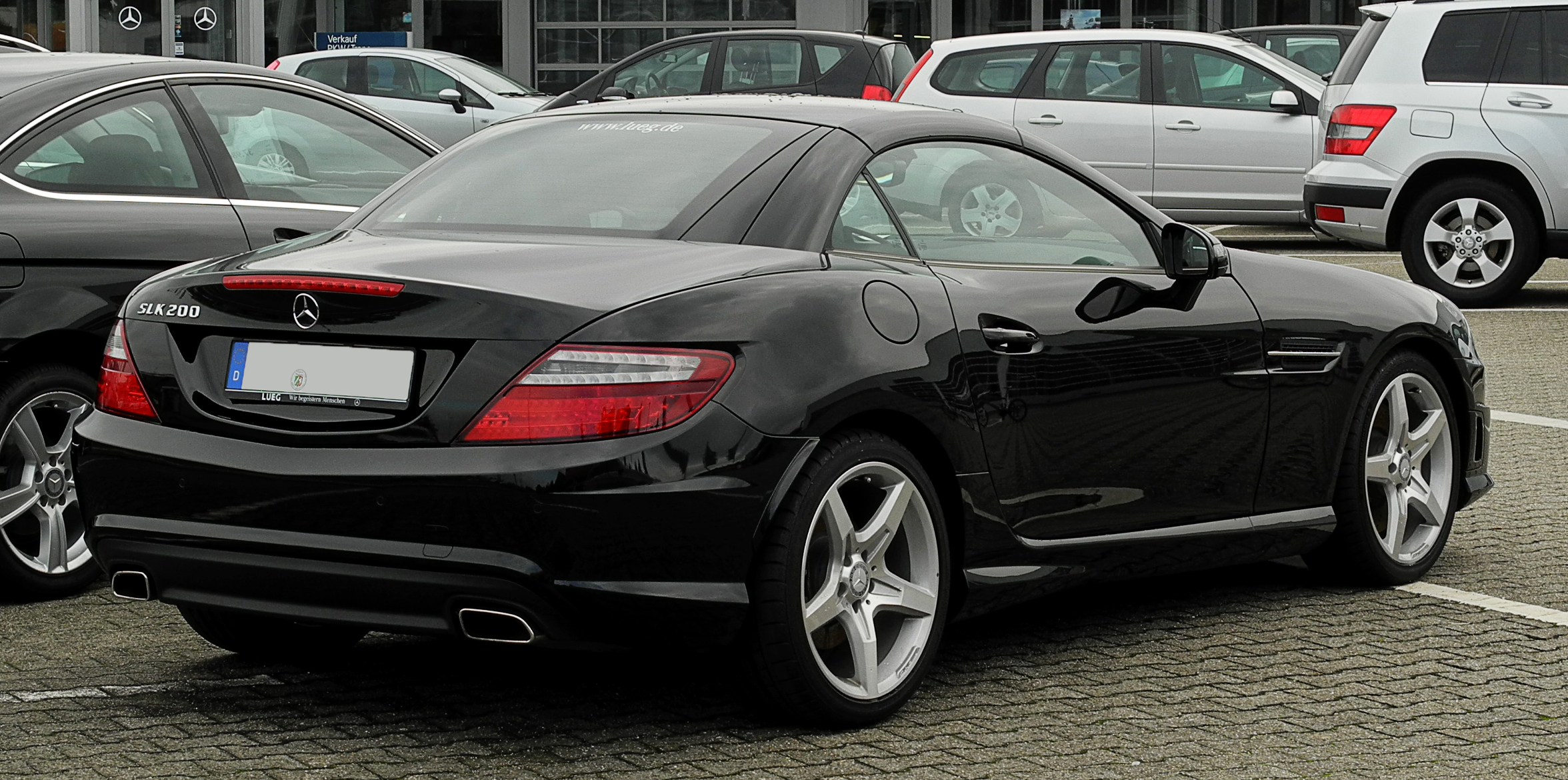

### Motorizaciones
| Periodo                        | 2016-presente                                     | 2011-2015                                         | 2015-presente                                     | 2011-2015                                         | 2015-presente                                 | 2011-2016                            | 2016-presente                                   | 2012-2015                            |         |         |         |         |         |         |         |
| Identificación del motor       | M 274 DE 16 AL                                    | M 271 DE 18 AL                                    | M 274 DE 20 AL                                    | M 271 DE 18 AL                                    | M 274 DE 20 AL                                | M 276 DE 35                          | M 276 DE 30 AL                                  | M 152 DE 55                          |         |         |         |         |         |         |         |
| Tipo de motor                  | L4 16v, inyección directa, turbo, intercooler     | L4 16v, inyección directa, turbo, intercooler     | L4 16v, inyección directa, turbo, intercooler     | L4 16v, inyección directa, turbo, intercooler     | L4 16v, inyección directa, turbo, intercooler | V6 24v, inyección directa            | V6 24v, inyección directa, biturbo, intercooler | V8 32v                               |         |         |         |         |         |         |         |
| Diámetro x carrera             | 83.0 mm × 73.7 mm                                 | 82.0 mm × 85.0 mm                                 | 83.0 mm × 92.0 mm                                 | 82.0 mm × 85.0 mm                                 | 83.0 mm × 92.0 mm                             | 92.9 mm × 86.0 mm                    | 88.0 mm × 82.1 mm                               | 98.0 mm × 90.5 mm                    |         |         |         |         |         |         |         |
| Cilindrada                     | 1595 cm³                                          | 1796 cm³                                          | 1991 cm³                                          | 1796 cm³                                          | 1991 cm³                                      | 3498 cm³                             | 2996 cm³                                        | 5461 cm³                             |         |         |         |         |         |         |         |
| Relación de compresión         | 10.3: 1                                           | 9.8: 1                                            | 9.8: 1                                            | 9.3: 1                                            | 9.8: 1                                        | 12.0: 1                              | 10.7: 1                                         | 12.6: 1                              |         |         |         |         |         |         |         |
| Potencia máxima: CV (kW) @ rpm | 156 CV (115 kW) @ 5300                            | 184 CV (135 kW) @ 5250                            | 184 CV (135 kW) @ 5500                            | 204 CV (150 kW) @ 5500                            | 245 CV (180 kW) @ 5500                        | 306 CV (225 kW) @ 6500               | 367 CV (270 kW) @ 5500-6000                     | 422 CV (310 kW) @ 6800               |         |         |         |         |         |         |         |
| Par máximo: Nm @ rpm           | 250 Nm @ 1200-4000                                | 270 Nm @ 1800-4600                                | 300 Nm @ 1200-4000                                | 310 Nm @ 2000-4300                                | 370 Nm @ 1300-4000                            | 370 Nm @ 3500-5250                   | 520 Nm @ 2000-4200                              | 540 Nm @ 4500                        |         |         |         |         |         |         |         |
| Tracción                       | Trasera                                           | Trasera                                           | Trasera                                           | Trasera                                           | Trasera                                       | Trasera                              | Trasera                                         | Trasera                              | Trasera | Trasera | Trasera | Trasera | Trasera | Trasera | Trasera |
| Transmisión                    | Manual, 6 velocidades / Automática, 9 velocidades | Manual, 6 velocidades / Automática, 7 velocidades | Manual, 6 velocidades / Automática, 9 velocidades | Manual, 6 velocidades / Automática, 7 velocidades | Automática, 9 velocidades                     | Automática, 7 velocidades            | Automática, 9 velocidades                       | Automática, 7 velocidades            |         |         |         |         |         |         |         |
| Peso                           | 1360 kg                                           | 1360 kg                                           | 1380 kg                                           | 1425 kg                                           | 1430 kg                                       | 1465 kg                              | 1520 kg                                         | 1535 kg                              |         |         |         |         |         |         |         |
| Aceleración 0–100 km/h         | 7.9 s                                             | 7.3 s                                             | 7.0 s                                             | 6.5 s                                             | 5.8 s                                         | 5.6 s                                | 4.7 s                                           | 4.6 s                                |         |         |         |         |         |         |         |
| Velocidad máxima               | 226 km/h                                          | 240 km/h                                          | 240 km/h                                          | 244 km/h                                          | 250 km/h (Limitada electrónicamente)          | 250 km/h (Limitada electrónicamente) | 250 km/h (Limitada electrónicamente)            | 250 km/h (Limitada electrónicamente) |         |         |         |         |         |         |         |
| Consumo combinado (L/100 km)   | 5.6                                               | 6.4-6.8                                           | 6.1-6.6                                           | 6.9-7.3                                           | 6.0                                           | 7.1                                  | 7.8                                             | 8.4                                  |         |         |         |         |         |         |         |
| Normativa anticontaminación    | Euro 6                                            | Euro 5                                            | Euro 6                                            | Euro 5                                            | Euro 6                                        | Euro 5 / Euro 6                      | Euro 6                                          | Euro 5 / Euro 6                      |         |         |         |         |         |         |         |

| Periodo                        | 2012-2015                                                    | 2015-2017                                                    |
| Identificación del motor       | OM 651 DE 22 LA                                              | OM 651 DE 22 LA                                              |
| Tipo de motor                  | L4 16v, inyección directa, common-rail, biturbo, intercooler | L4 16v, inyección directa, common-rail, biturbo, intercooler |
| Diámetro x carrera             | 83.0 mm × 99.0 mm                                            | 83.0 mm × 99.0 mm                                            |
| Cilindrada                     | 2143 cm³                                                     | 2143 cm³                                                     |
| Relación de compresión         | 16.2: 1                                                      | 16.2: 1                                                      |
| Potencia máxima: CV (kW) @ rpm | 204 CV (150 kW) @ 3800                                       | 204 CV (150 kW) @ 3800                                       |
| Par máximo: Nm @ rpm           | 500 Nm @ 1600-1800                                           | 500 Nm @ 1600-1800                                           |
| Tracción                       | Trasera                                                      | Trasera                                                      |
| Transmisión                    | Manual, 6 velocidades / Automática, 7 velocidades            | Automática, 9 velocidades                                    |
| Peso                           | 1515 kg                                                      | 1530 kg                                                      |
| Aceleración 0–100 km/h         | 6.5 s                                                        | 6.6 s                                                        |
| Velocidad máxima               | 244 km/h                                                     | 245 km/h                                                     |
| Consumo combinado (L/100 km)   | 4.8-5.0                                                      | 4.4-4.7                                                      |
| Normativa anticontaminación    | Euro 5                                                       | Euro 6                                                       |